# ポッジョ・サンニータ
ポッジョ・サンニータ（イタリア語: Poggio Sannita）は、イタリア共和国モリーゼ州イゼルニア県にある、人口約600人の基礎自治体（コムーネ）。

## 地理

### 位置・広がり

#### 隣接コムーネ
隣接するコムーネは以下の通り。括弧内のCBはカンポバッソ県、CHはキエーティ県所属を示す。
- アニョーネ
- カステルヴェッリーノ
- チヴィタノーヴァ・デル・サンニオ
- ピエトラッボンダンテ
- サルチート (CB)
- スキアーヴィ・ディ・アブルッツォ (CH)

## 行政

### 分離集落
ポッジョ・サンニータには、以下の分離集落（フラツィオーネ）がある。
- Carapellese, Castel di Croce, Quarto I, Quarto II, Rimanci, San Cataldo, Scalzavacca, Sente, Valle del Porco